# Moore Park (Sydney)
Moore Park este un parc în Sydney, Australia în suburbia Surry Hills, lângă centrul orașului. Aici se găsesc școala Sydney Boys High School și studioul Fox Studios Australia.